# R・J・ハリス
リチャード·ジェイソン（R・J）・サタワク・ハリス（Richard Jason "RJ" Satawk Harris、1972年11月16日 - ）は、アメリカ合衆国の政治家、元陸軍州兵及び元連邦航空局の航空管制官。所属政党はリバタリアン党（2011年に共和党から移籍）。
元オクラホマ州第4選挙区選出の共和党の下院候補者。元2012年アメリカ合衆国大統領選挙のリバタリアン党候補者の1人（2012年に行われるオクラホマ州第4選挙区選出の無所属候補として出馬するため撤退）。彼は2014年のオクラホマ州知事選挙出馬の為、リバタリアンとしての立場で民主党からの立候補を発表した。ジェニファー・フレンドリー夫人との間にメルセデス、ジョージア、ワイアット、ペイトン、ブラクストンの5人の子供がいる。現在、オクラホマ州ノーマン在住。

## 略歴
カリフォルニア州リバーサイドにあるマーチ統合空軍基地で生まれた。父親リチャード・マイケル・セッターインテ（ホワイトベア）・ハリスはネイティブアメリカンのカイオワ族の血が入っており、カイオワ・ ネイションのメンバーで、空軍基地で軍医だった。また現在父親はオクラホマ州カーネギーでカイオワ族の為のインディアン保健診療所で医者もしている。彼、自身も父親がカイオワ族の血が入っているので、インディアン血統度証明書を持っている。彼がまだ若かった頃、両親が離婚し、彼は母親デボラ・ジル（ロシェル）に引き取られ、母親とアリゾナ州カサ・グランデに移住した。母親がサム・W･バーンズと再婚した為、彼はジェイソン・サム・バーンズと名前を変更している。
高校卒業後、オクラホマ大学に進んだ。ジェニファー・フレンドリーと結婚しており、5人の子供にも恵まれている。そして、妻子と共にオクラホマ州ノーマンに移り、名前をバーンズから前のハリスに変更している。
1989年にオクラホマ州の陸軍州兵として以来20年以上軍に在籍、軍曹として韓国、イラク、2010年と2011年にアフガニスタンと4回海外に駐留。中小企業を運営している、航空管制官として連邦航空局でも働く。
2010年に共和党のリバタリアン系下部組織である共和党リバティコーカサス（Republican Liberty Caucus）の支援の下の候補として、共和党のランド・ポール、ジョン・デニス、デブラ・メディナやイラク戦争での元海兵隊の活動家アダム・コケッシュ、保守派のサラ・ペイリンらティーパーティー運動から支持され、オクラホマ州第4選挙区選出での共和党候補として、アメリカ合衆国下院に出馬した。彼はリバタリアニズムとしての憲法としての主張や、バラク・オバマ大統領が進める、医療保険改革や「大きな政府」路線に反対し、保守派の支持も受けた、草の根運動を展開し、共和党指名争いで、現職のトム・コール（彼と同じアメリカ先住民系議員）下院議員に挑んだが、惜しくも敗れた。
2011年4月24日に2012年のアメリカ合衆国大統領選挙に出馬を宣言した。彼は大統領選に出馬するに当たって共和党からリバタリアン党に変更して、リバタリアン党の候補者の指名争いに参戦する事となった。一方で、彼は共和党指名争いに参戦しているロン・ポールも支持している。FOXニュースの保守系リバタリアンの番組フリーダムウォッチにゲスト出演した時、番組のトークショーのホストを勤めるアンドリュー・ナポリターノから、「素晴らしい、リバタリアン候補だ！」と絶賛されている。
ゲーリー・E・ジョンソン候補に続く、2位につくなど健闘振りを見せたものの、しかし、2012年4月11日にリバタリアン党の大統領選挙の指名争いのキャンペーンからの撤退を表明した。撤退の理由は資金難などの理由であるが、彼はオクラホマ州第4選挙区選出で、独立した無所属候補の下院議員になる為、トム・コール下院議員と戦うためとしている。彼はコール下院議員は議会で保守的なリーダーとして失敗したとし、自分はリバタリアン議会での真の保守派だと言っている。
2013年8月3日に彼は今度は2014年に行われるオクラホマ州知事選挙に出馬する事を発表した。彼は知事選挙でリバタリアンとしての民主党候補からの出馬を発表している。